# Escondida (Nuevo México)
Escondida es un lugar designado por el censo ubicado en el condado de Socorro en el estado estadounidense de Nuevo México. En el Censo de 2010 tenía una población de 47 habitantes y una densidad poblacional de 134,42 personas por km².

## Geografía
Escondida se encuentra ubicado en las coordenadas 34°6′5″N 106°53′51″O / 34.10139, -106.89750. Según la Oficina del Censo de los Estados Unidos, Escondida tiene una superficie total de 0.35 km², de la cual 0.35 km² corresponden a tierra firme y (0%) 0 km² es agua.

## Demografía
Según el censo de 2010, había 47 personas residiendo en Escondida. La densidad de población era de 134,42 hab./km². De los 47 habitantes, Escondida estaba compuesto por el 91.49% blancos, el 0% eran afroamericanos, el 0% eran amerindios, el 0% eran asiáticos, el 0% eran isleños del Pacífico, el 4.26% eran de otras razas y el 4.26% pertenecían a dos o más razas. Del total de la población el 59.57% eran hispanos o latinos de cualquier raza.